# Cathédrale de Gniezno
La cathédrale de Gniezno, ou de son nom complet basilique primatiale Notre-Dame-de-l'Assomption (en polonais : Bazylika prymasowska Wniebowzięcia Najświętszej Maryi Panny), également connue sous le nom de sanctuaire de Saint-Adalbert, est un édifice religieux de style gothique situé à Gniezno en Pologne, dont la construction remonte au XIVe siècle. Elle occupe le site d'une ancienne cathédrale dans laquelle furent couronnés les cinq premiers rois de Pologne.

## Historique
La construction de l'édifice actuel remonte au milieu du XIVe siècle, mais une cathédrale occupait déjà les lieux depuis la fin du Xe siècle. L'édifice abrite la porte de Gniezno (en), ornée de scènes du martyre d'Adalbert de Prague, ainsi qu'un cercueil reliquaire en argent pur du saint, réalisé en 1662 par Peter von der Rennen (de). Le précédent cercueil, commandé en 1623 par le roi Sigismond III Vasa, avait été volé par les Suédois en 1655 lors du Déluge.
Depuis le 16 septembre 1994, la cathédrale est classée comme l'un des monuments historiques de Pologne (polonais : Pomnik historii) par l'Institut national du patrimoine (pl).

## Couronnements royaux
Les cinq premiers rois de Pologne ont été couronnés dans l'ancienne cathédrale :
- 18 avril 1025 : Boleslas Ier de Pologne ;
- 25 décembre 1025 : Mieszko II Lambert et son épouse Richezza de Lorraine ;
- 25 décembre 1076 ; Boleslas II de Pologne et son épouse Wyszesława de Kiev ;
- 26 juin 1295 : Przemysł II et son épouse Marguerite de Brandebourg ;
- août 1300 : Venceslas II de Bohême.

## Galerie

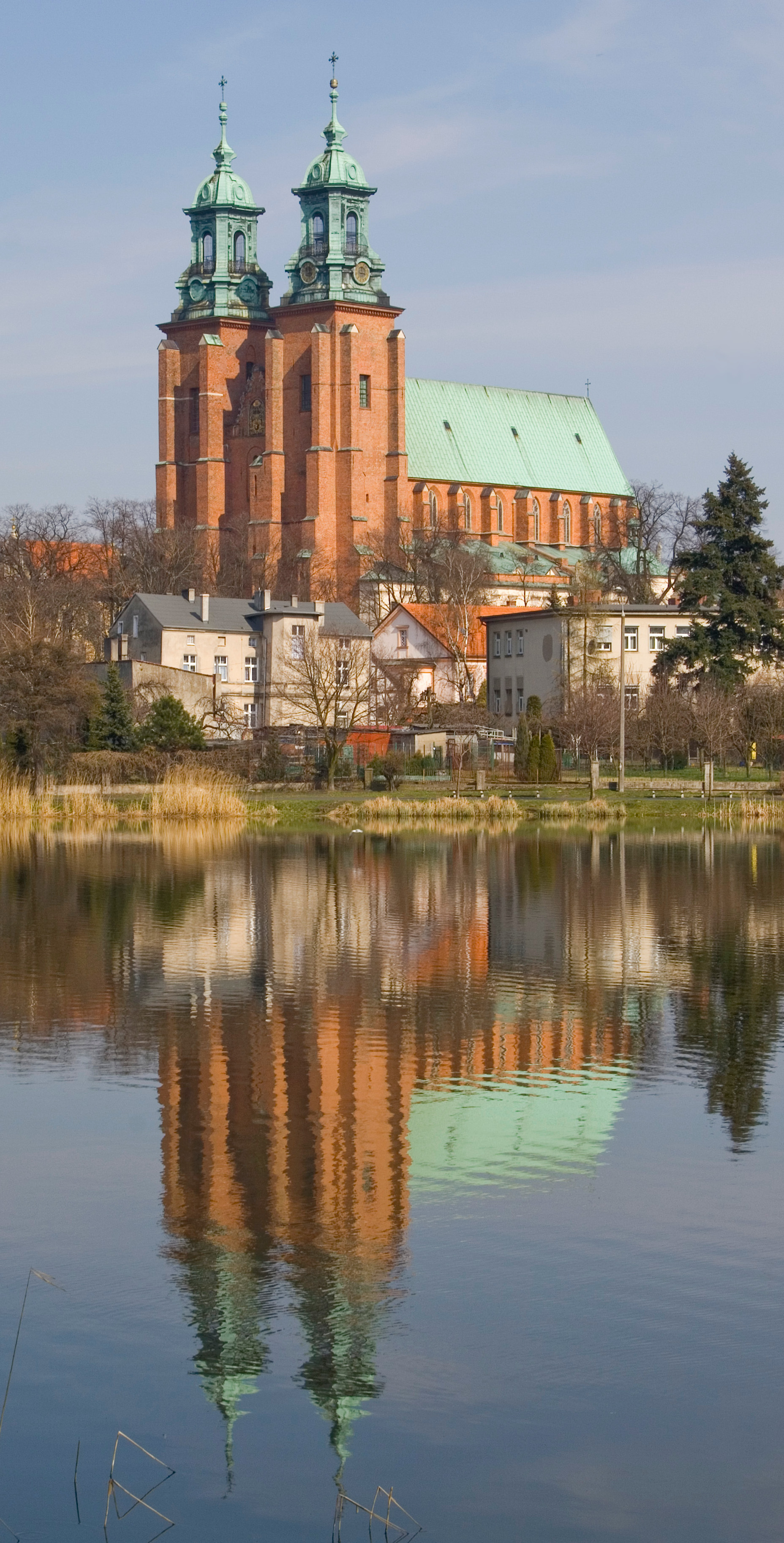
La cathédrale de Gniezno.
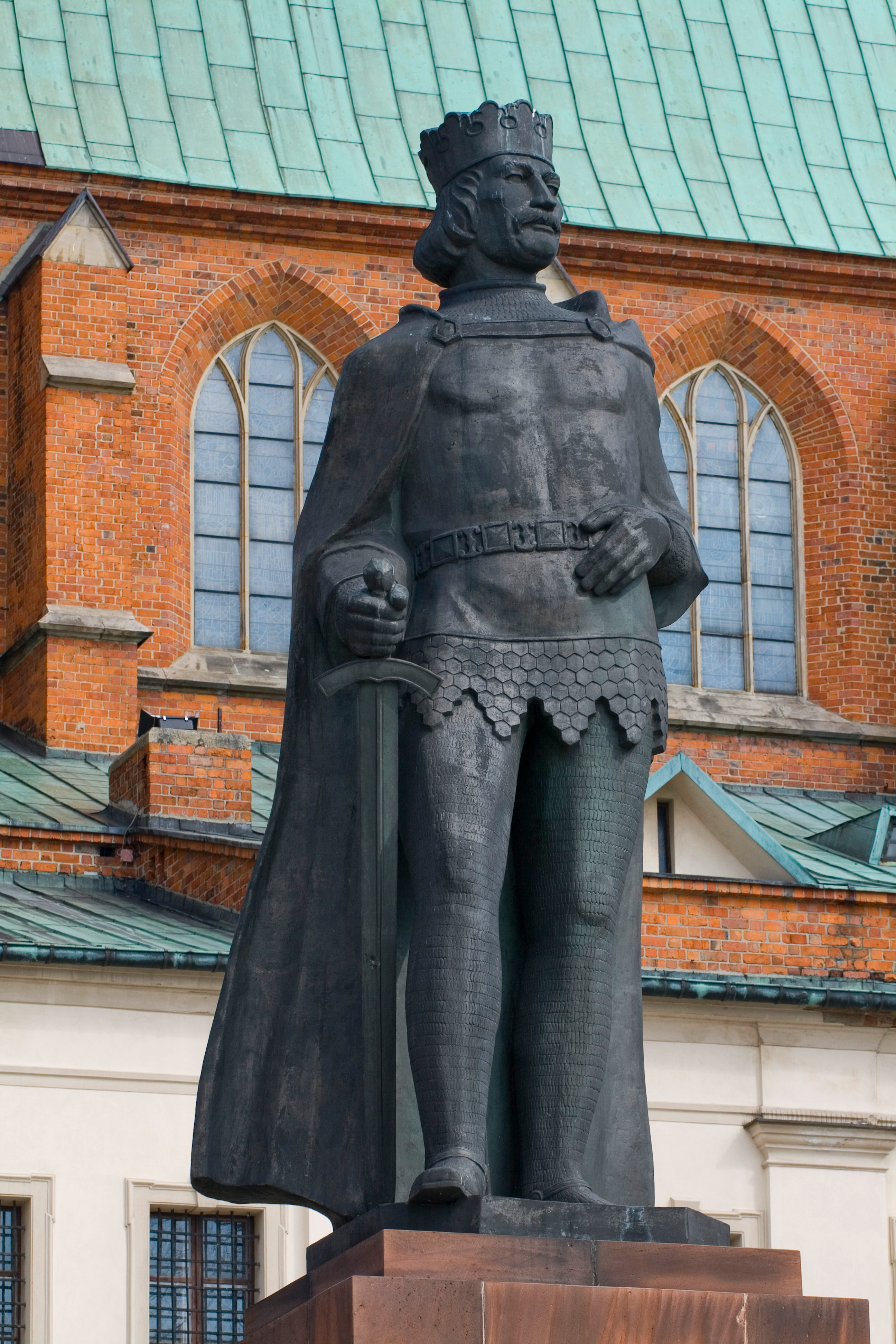
Statue de Boleslas Ier de Pologne, en face de la cathédrale.
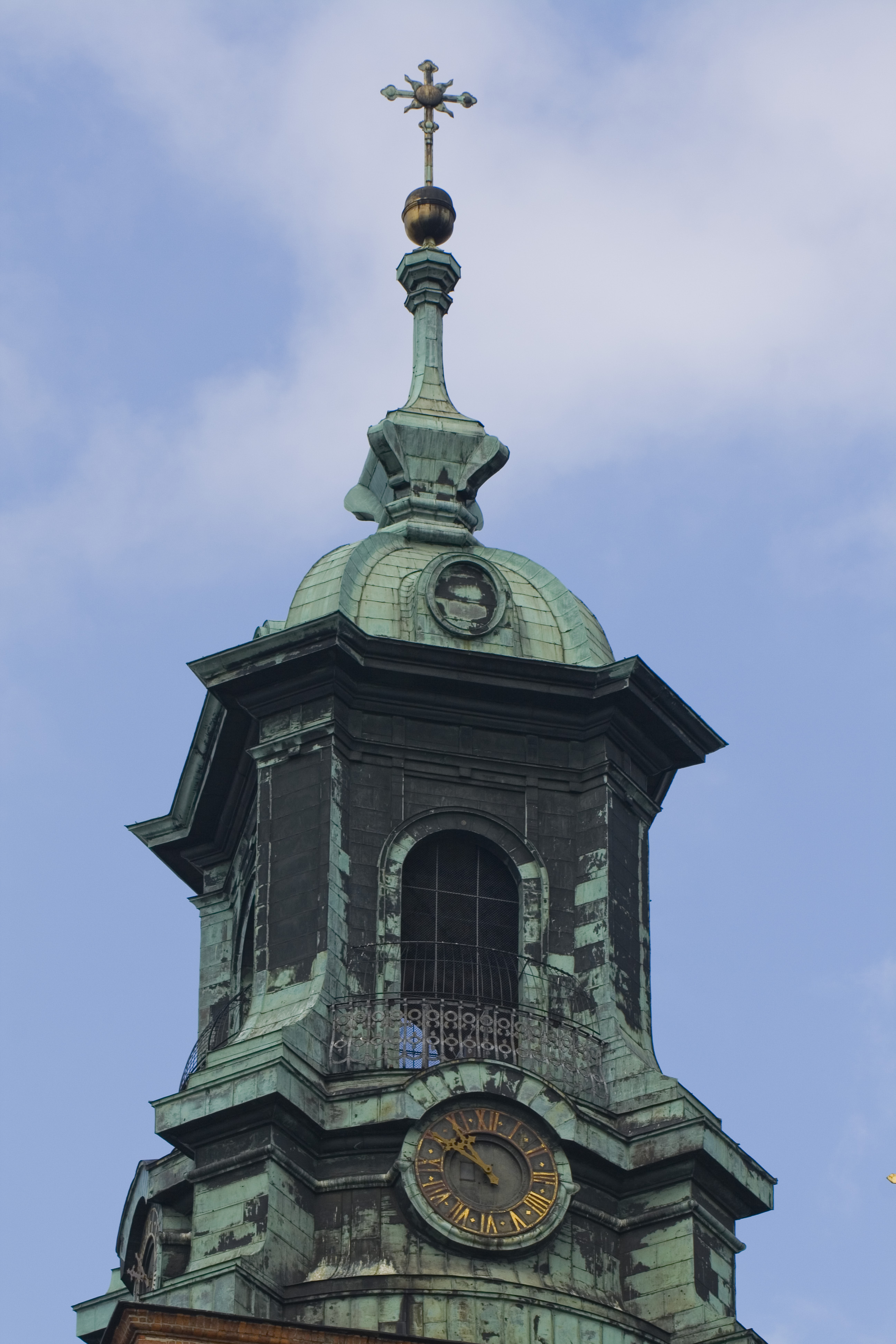
Détail de l'une des tours.
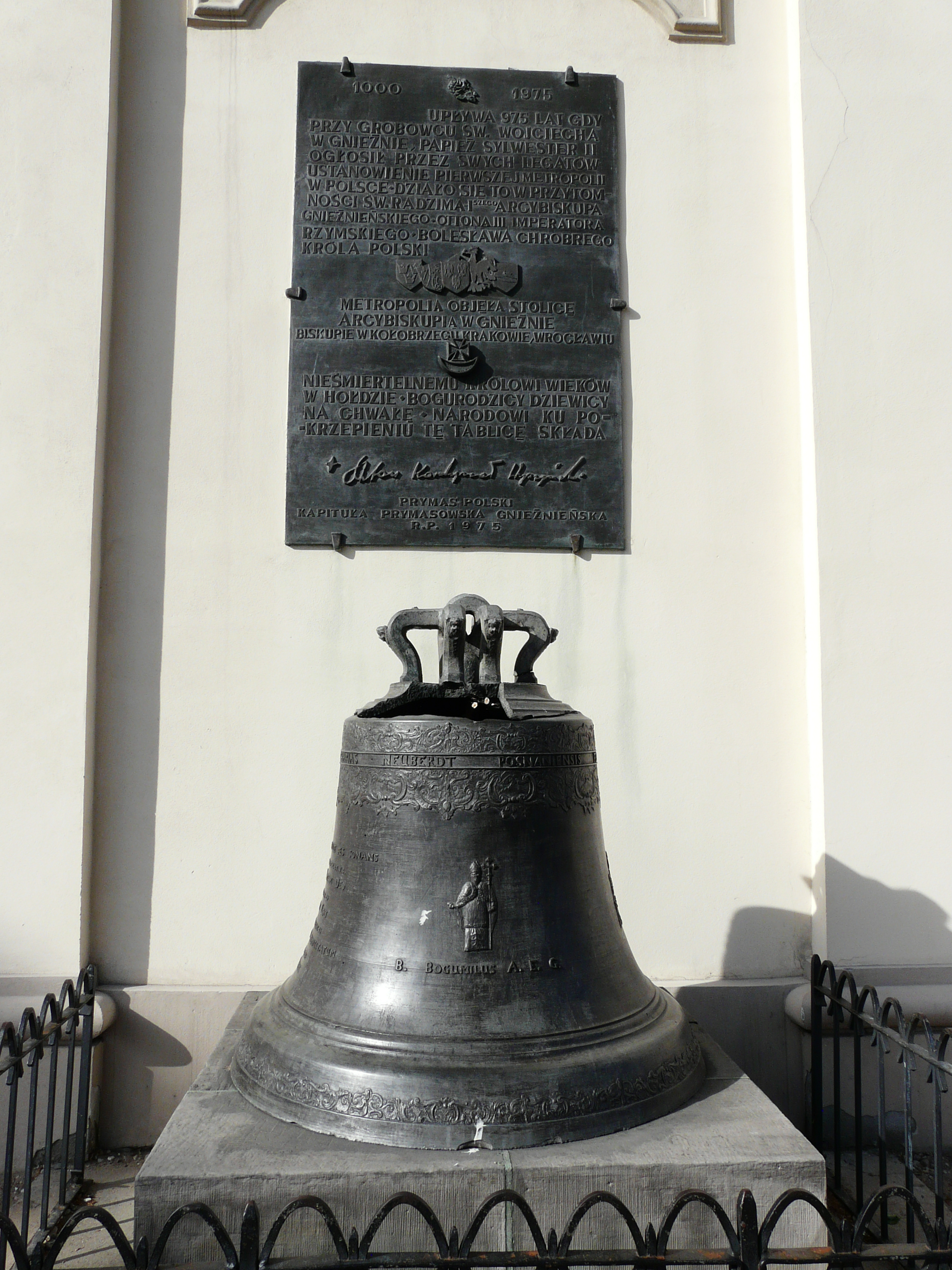
la cloche Bogumilus.
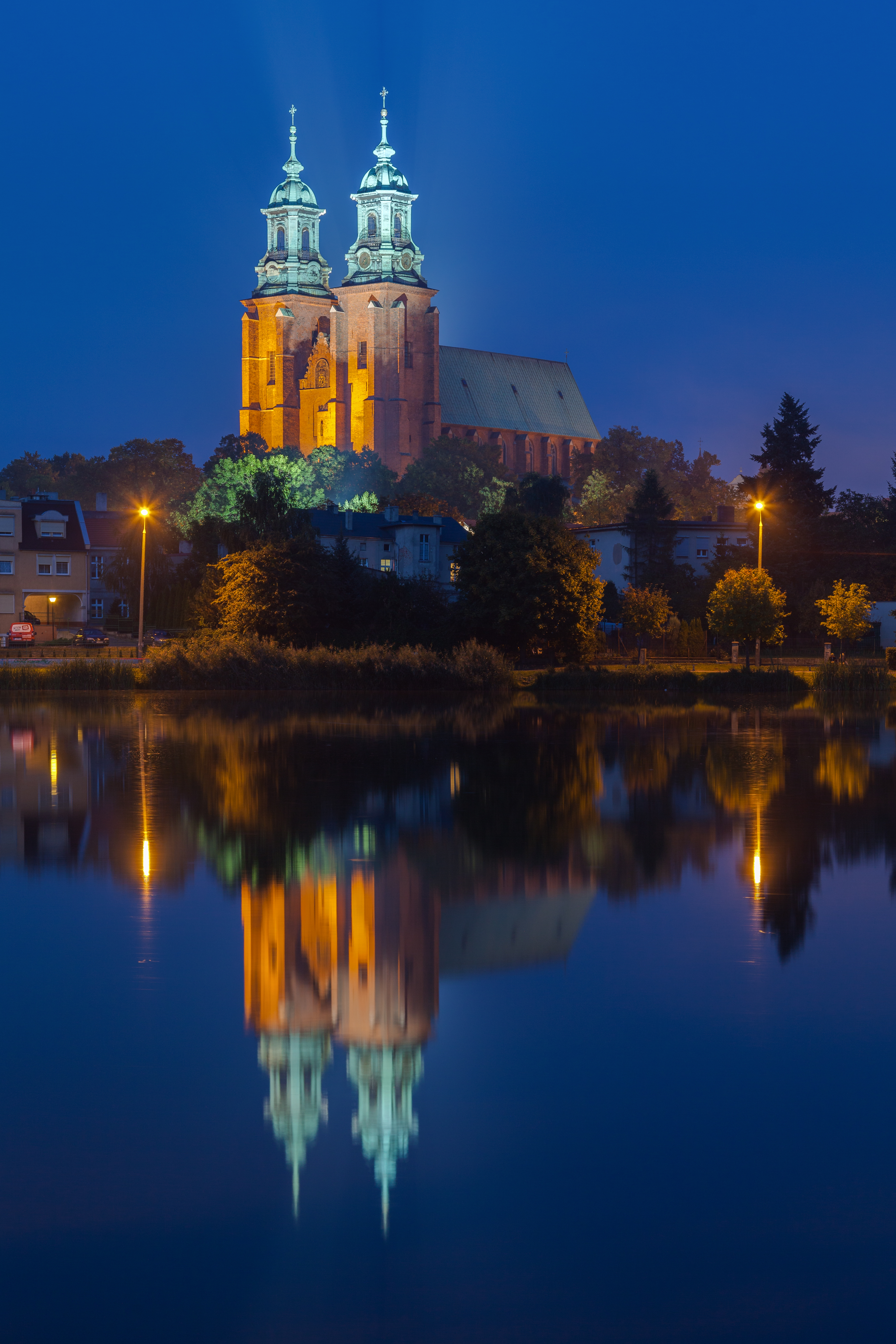
La cathédrale de nuit.
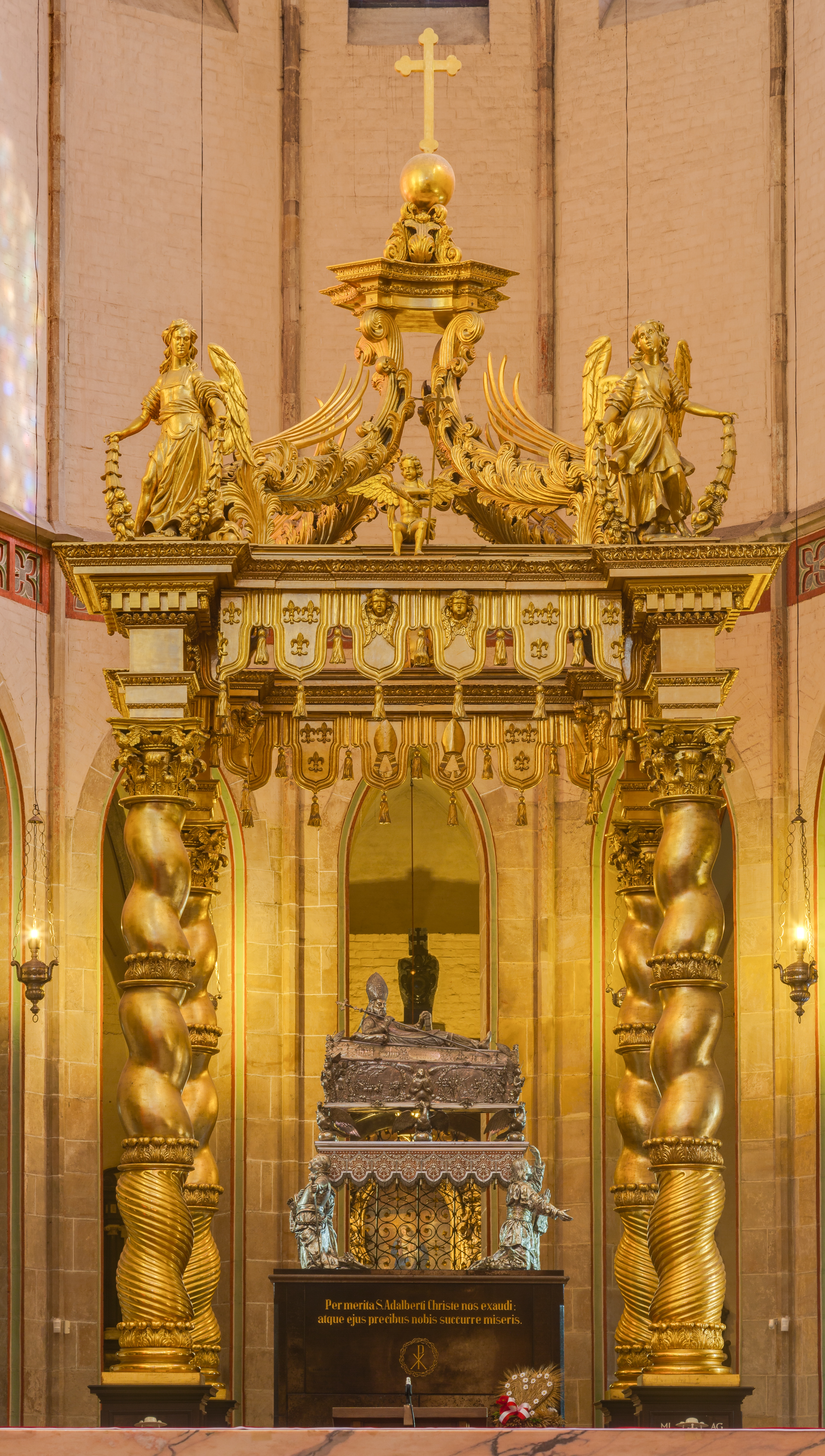
Cercueil d'argent d'Adalbert de Prague dans le chœur de la cathédrale.
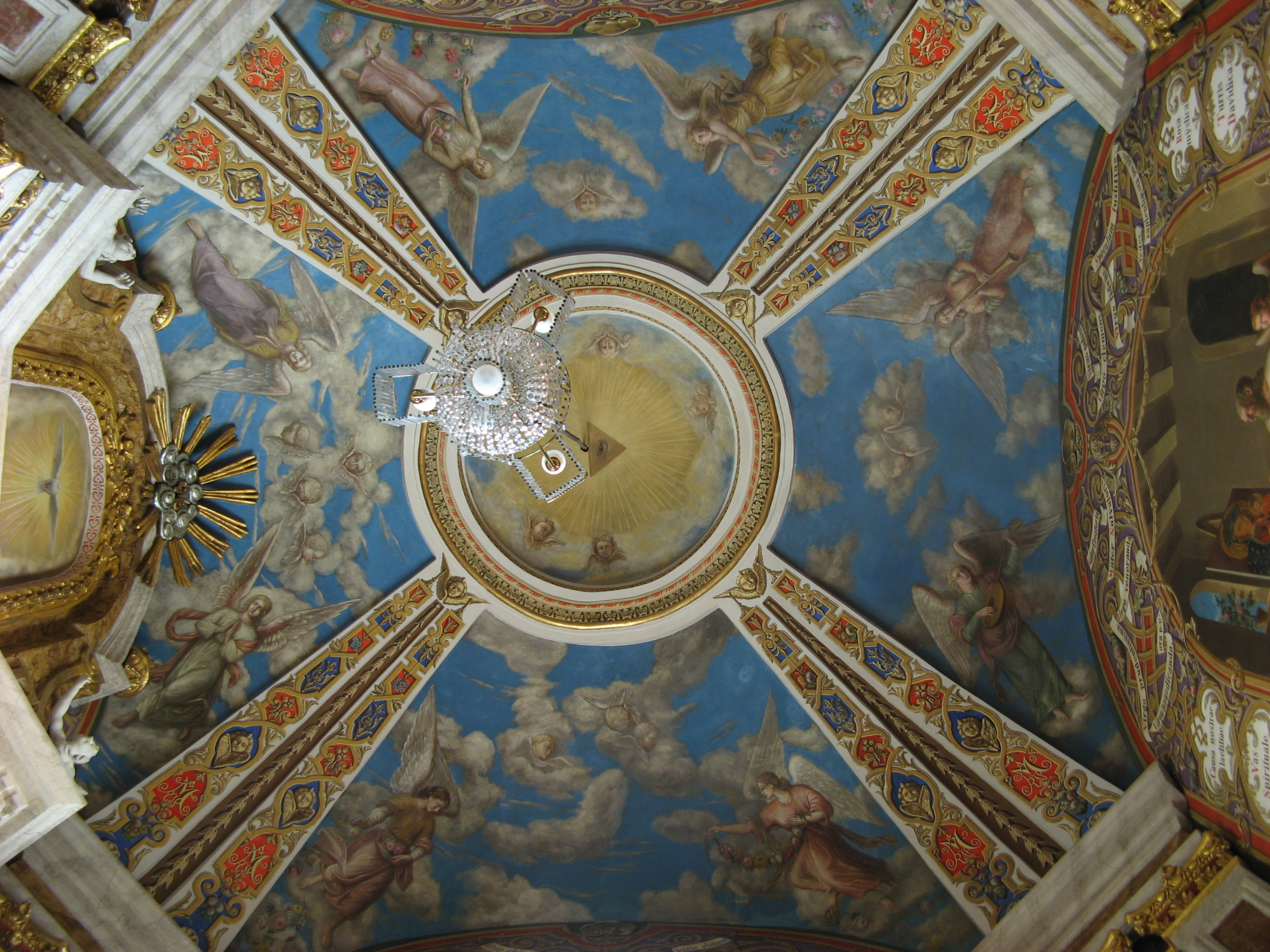
Dôme d'une des chapelles latérales de la cathédrale.
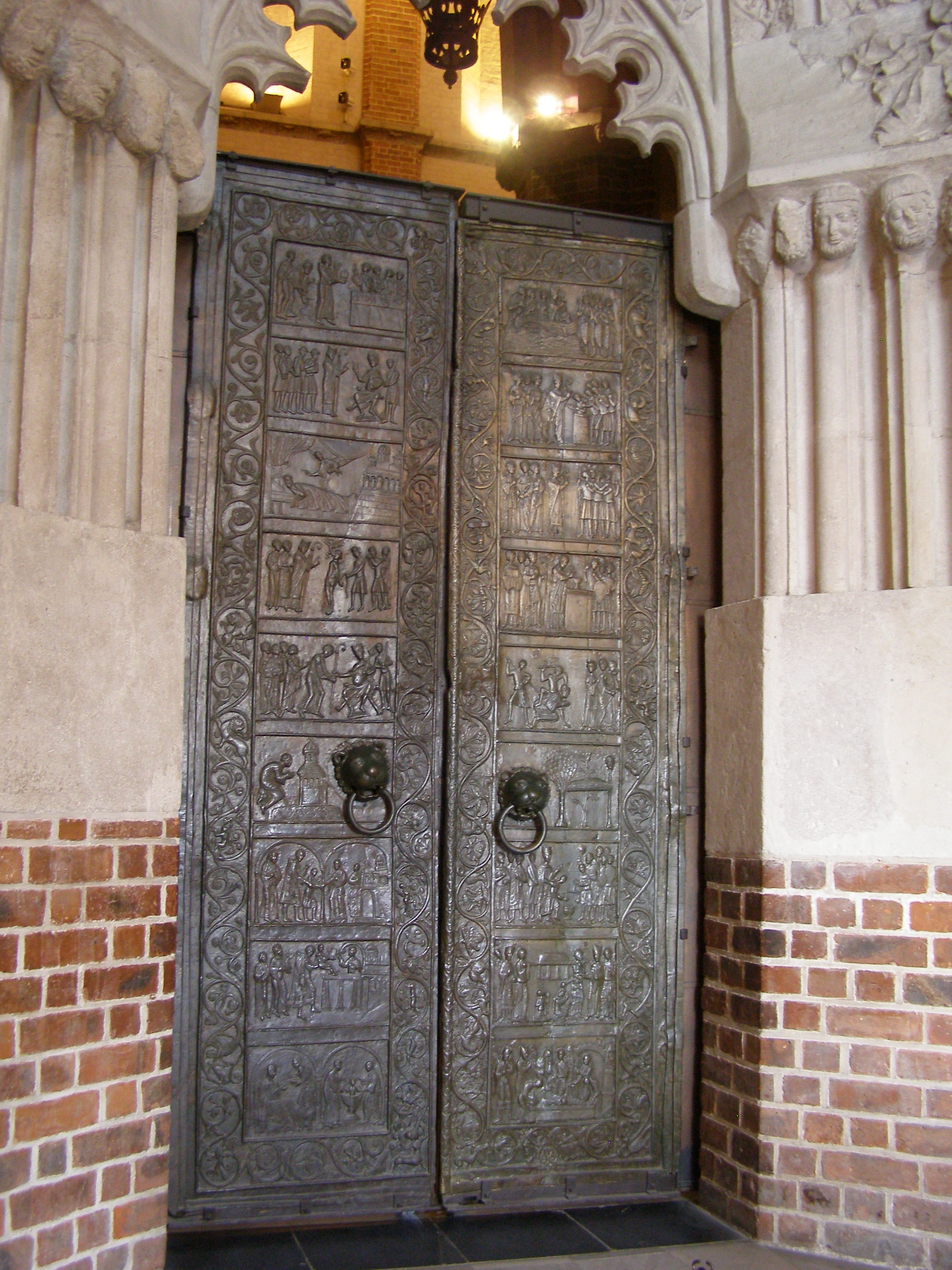
La porte de Gniezno.

## Chapelles latérales
- Chapelle Potocki, autel construit par Pompeo Ferrari en 1727-1730

### Articles liés
- Basilique primatiale